# 吉姆·雷納齊
吉姆·雷納齊（英語：Jim Renacci；1958年12月3日—）是美國的一位政治人物。自2011年開始，他是俄亥俄州第16選舉區選出的美國眾議院議員。他的黨籍是共和黨。他曾經擔任俄亥俄州瓦茨沃斯市市長。